# De Tomaso Pantera
Pantera byl sportovní vůz automobilky De Tomaso, kterou právě tento typ proslavil.

## Popis vozu
Pantera se vyráběla od roku 1970 do poloviny 90 let v Italské Modeně (ve stejném městě se nachází i slavnější automobilky Ferrari a Maserati) společností De Tomaso Modena S.p.A.
Celkem bylo vyrobeno asi 10 000 vozů. Vývoj vozu financoval Ford prostřednictvím značky Mercury. Automobil ale nebyl příliš kvalitní a množství závad opravovaných v rámci záručních reklamací pohltila zisk automobilky. Tvary automobilu navrhl Tom Tjaarda v době svého působení u firmy Carrozzeria Ghia.
Vidlicový osmiválec Ford 5796 cm³ se nacházel před zadní nápravou. U sportovního typu GTS z roku 1973 dosahoval výkonu 257,4 kW. Automobil dále disponoval pětistupňovou převodovkou ZF, samosvorným diferenciálem a propracovanou aerodynamikou.